# Leon Jungschläger
Leon Nicolaas Hubert Jungschläger (Maastricht, 31 januari 1904 – Djakarta, 19 april 1956) was een Nederlands zeeman en militair.
Na de hbs in zijn geboorteplaats doorliep hij de zeevaartschool in Amsterdam. Daarna werd hij stuurmansleerling bij de Stoomvaart Maatschappij Nederland. In 1924 kwam hij als vierde stuurman bij de Koninklijke Paketvaart Maatschappij (KPM) in Nederlands-Indië met als standplaats Makassar, waar hij alle rangen doorliep en uiteindelijk tot gezagvoerder benoemd werd. In 1941 kreeg hij een oproep van de marine en als luitenant-ter-zee tweede klasse van de marineluchtvaartdienst nam hij deel aan de Slag in de Javazee (februari/maart 1942).
Na de overgave aan Japan week hij met het overgebleven deel van de luchtmacht uit naar Australië waarvandaan hij ruim een half jaar later vertrok naar de Verenigde Staten. In Jackson (Mississippi) werd Jungschläger hoofdinstructeur voor navigatie in een kamp voor oorlogsvliegers. Na promotie tot kapitein-luitenant ter zee werd hij commandant van dit opleidingsinstituut.
Verder heeft Jungschläger in New York een cursus aan een school voor officier van de inlichtingendienst gevolgd waarna hij commandant-navigator werd van een eskader van de Nederlandse luchtmacht. Nog tijdens de Tweede Wereldoorlog keerde hij met dat eskader terug naar Australië. Daarvandaan nam hij met de Engelse en Amerikaanse luchtmacht deel aan vele bombardementen. Eind 1944 werd hij in Brisbane geplaatst bij de Netherlands Forces Intelligence Service (NEFIS); een Nederlandse militaire inlichtingendienst die tijdens de Tweede Wereldoorlog als doel had het verzamelen van inlichtingen met betrekking tot Nederlands-Indië. Aan het einde van de oorlog was hij met Engelse militairen in Batavia nog voordat de Nederlandse troepen daar waren aangekomen. Tot januari 1946 was generaal Spoor hoofd van NEFIS en daarna neemt Jungschläger die functie over. In december 1947 keerde hij in de rang van kapitein-ter-zee naar Nederland terug waar hij eind februari 1948 gedemobiliseerd werd. Als burger ging hij een maand later terug hij naar Indonesië waar hij werd opgenomen in de directiestaf van de KPM als adjunct-chef van de nautische dienst. Begin 1949 werd hij chef van die dienst. In 1953 begonnen de Indonesische autoriteiten moeilijk te doen over zijn visum en uiteindelijk kreeg hij de aanzegging om vóór februari 1954 Indonesië te verlaten. Jungschläger had al een overtocht met de Willem Ruys besproken maar eind januari 1954 werd hij gearresteerd.

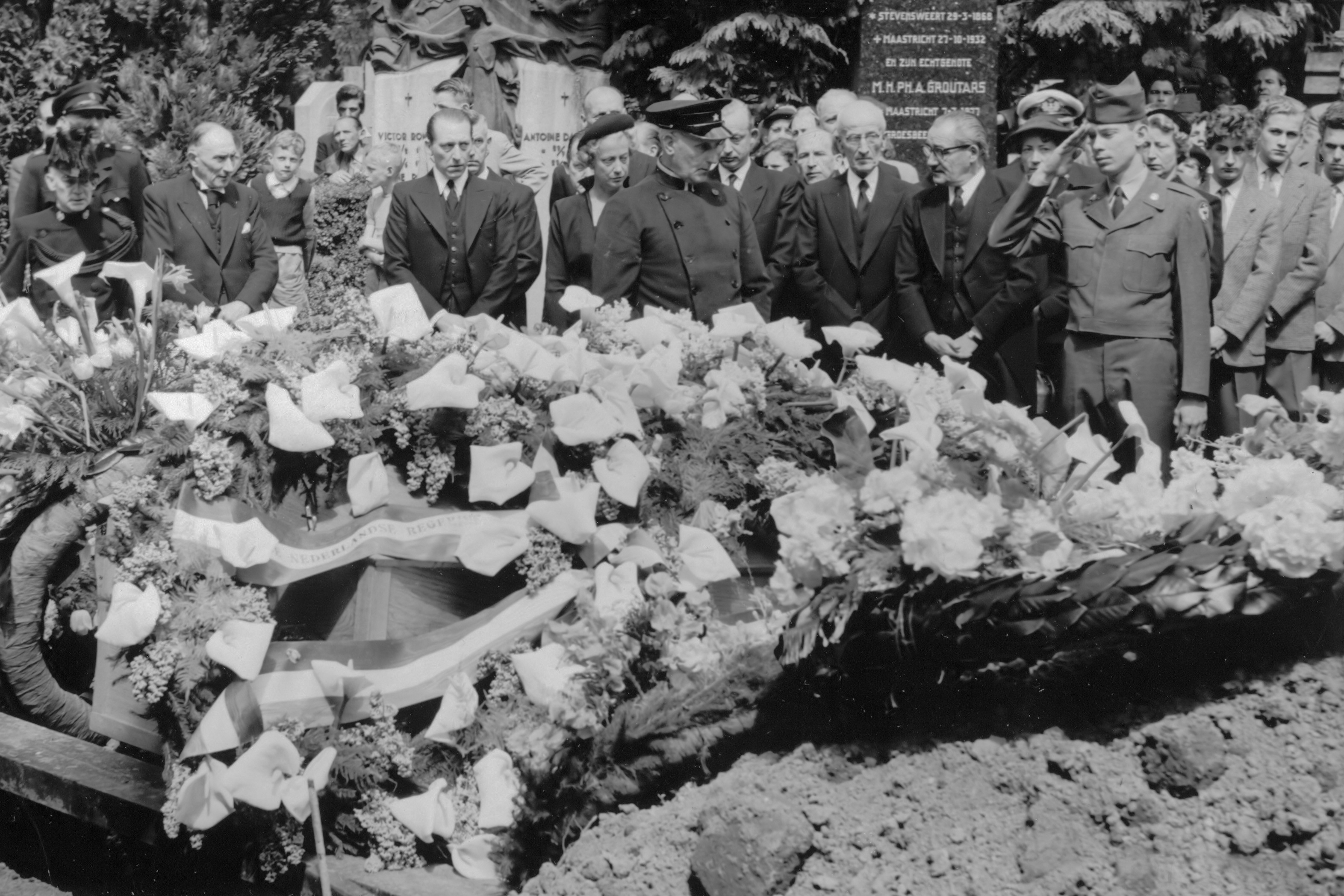
Begrafenis Leon Jungschlaeger (1956)

Begin 1955 startte zijn proces bij het landgerecht waarbij hij beschuldigd werd van het betrokkenheid bij terroristische activiteiten. In die periode diende er ook een rechtszaak tegen de ex-KNIL-officier Henry Schmidt. Beide zaken gingen steeds meer op een showproces lijken waarbij niet de beklaagden maar de voormalig kolonisator Nederland terecht leek te staan. In mei 1955 werd ook hun advocaat Herman Bouman beschuldigd van medeplichtigheid waarop deze besloot Indonesië zo snel mogelijk te ontvluchten. Omdat er zo snel geen andere advocaat gevonden kon worden stelde de echtgenote van Bouman, Mieke van den Berg, voor om tijdelijk de verdachten bij te staan hoewel ze geen juridische opleiding had. De rechtbank liet dit toe waarop deze lerares in klassieke talen zich ontpopte tot een gedreven verdedigster van de verdachten. In februari 1956 eiste de officier van justitie de doodstraf tegen Jungschläger waarop in Nederland Jungschläger-actiegroepen actief werden en op grote schaal steunbetuigingen ontvingen van de Nederlandse bevolking. Op de ochtend van 19 april kreeg Jungschläger een hersenbloeding en later die dag een tweede waaraan hij diezelfde dag op 52-jarige leeftijd in een ziekenhuis in Djakarta overleed. Met zijn overlijden, 8 dagen voor de uitspraak zou volgen, kwam automatisch een einde aan de rechtszaak.
Het stoffelijk overschot werd op kosten van de Nederlandse overheid naar Nederland overgevlogen waarna op 9 mei in zijn geboorteplaats Maastricht onder zeer grote belangstelling zijn begrafenis plaatsvond.

## Publicaties
- H.C. Beynon: Nederland staat terecht. Achtergronden bij de processen tegen de Nederlanders Jungschläger, Schmidt en anderen in Djakarta. Utrecht, A.W. Bruna, 1956
- R. Soenario: Proses L. N. H. Jungschläger. Djakarta, Gunung Agung, 1956
- Subversive activities in Indonesia. The Jungschlager and Schmidt Affair. Djakarta, Republic of Indonesia. Ministry of Foreign Affairs, 1957
- H.C.J.G. Schmidt: In de greep van Soekarno. Achtergronden van een proces tegen een Nederlander. Leiden, Sijthoff, 1961